# 阿拉斯加虎
阿拉斯加虎（英文：Alaskan Tiger）亦称“白色死神”（White Death）是一种出没于美国阿拉斯加州帕克森附近沼泽地区的神秘动物。据记载，阿拉斯加虎长约9英尺（2.74米）、肩高5-6英尺（1.5-1.8米），在很多年前就有目击，但由于沼泽的阻碍，因此很少有目击者。有研究者提出阿拉斯加虎可能是游荡至阿拉斯加的西伯利亚虎，但阿拉斯加可能缺乏西伯利亚虎的猎物。并且有研究表明老虎会主动攻击狼，使其局部灭绝或维持数量较低水平。但阿拉斯加却生存有北极狼和加拿大森林狼的狼群，除此外还分布有北极熊、棕熊与黑熊，这些动物亦会与老虎竞争。电视节目《阿拉斯加怪兽》第一季第4集以阿拉斯加虎为主题展开。